# Padang Kunik
Padang Kunik is een bestuurslaag in het regentschap Kuantan Singingi van de provincie Riau, Indonesië. Padang Kunik telt 716 inwoners (volkstelling 2010).